# Radek Černý
Radek Černý, né le 18 février 1974 à Prague, est un footballeur tchèque qui évoluait au poste de gardien de but.
Il possède trois sélections en équipe de Tchéquie.

## Palmarès
- Vainqueur de la Coupe de la Ligue anglaise en 2008 avec Tottenham
- Championnat d'Angleterre de D2 en 2011 avec les Queens Park Rangers